# Wildstylez
Wildstylez (właśc. Joram Metekohy, ur. 7 stycznia 1983) – holenderski DJ i producent muzyki Hardstyle, rozpoczął swoją karierę u boku Ruben'a Hooyein w duecie zwanym Seizure. Zapoczątkował wtedy wydawanie utworów w wytwórni Blutonium Records, skąd przeniósł się do Scantraxx Recordz, w którym tworzył kilka lat. W 2011 roku założył wraz z duetem Noisecontrollers wytwórnię Digital Age, która istniała do 2012 roku. W 2013 roku założył kolejną wytwórnię Lose Control Music, w której wydawał swoje utwory. W roku 2018 wspólnie z Headhunterz założył wytwórnię Art Of Creation, w której wydaje aktualnie swoje utwory.
W 2008 r. Wildstylez i Headhunterz nawiązali współpracę tworząc Project One, kooperacyjny zespół, wydając płytę. Był to przełomowy moment jego kariery. Połączenie ich stylów zostało ciepło przyjęte.
Wildstylez wystąpił w kilku eventach m.in. na Qlimax, Defqon 1, In Qontrol, czy Q-Base.
W 2009 roku stworzył hymn eventu The Qontinent zatytułowany A Lost World, natomiast w 2010 roku nagrał hymn Defqon 1 nazwany No Time To Waste.
W 2013 roku zremiksował utwory znanych artystów Hardwell oraz Nicky Romero vs. Krewella.

## Dyskografia
| Nazwa                                                    | Pseudonim                                     | Wytwórnia           | Rok  |
| -------------------------------------------------------- | --------------------------------------------- | ------------------- | ---- |
| Rock The Sure Shot / Fucked                              | Seizure                                       | Blutonium Records   | 2004 |
| Drop The Beats Out / Motherfucker / Sick MF (Remix)      | Seizure                                       | Sys-X Records       | 2006 |
| Clubbin' / K.Y.H.U.                                      | Wildstylez                                    | Scantraxx Records   | 2007 |
| Life'z A Bitch / Missin'                                 | Wildstylez                                    | Scantraxx Reloaded  | 2007 |
| Blame It On The Music / Project 1                        | Headhunterz vs. Wildstylez                    | Scantraxx Reloaded  | 2008 |
| Life Beyond Earth / The Zero Hour                        | Project One (Headhunterz & Wildstylez)        | Scantraxx Reloaded  | 2008 |
| The Art Of Creation / Numbers                            | Project One (Headhunterz & Wildstylez)        | Scantraxx Reloaded  | 2008 |
| The World Is Yours / Halfway There                       | Project One (Headhunterz & Wildstylez)        | Scantraxx Reloaded  | 2008 |
| Fantasy Or Reality / It's A Sine                         | Project One (Headhunterz & Wildstylez)        | Scantraxx Reloaded  | 2008 |
| Best Of Both Worlds / Rate Reducer                       | Project One (Headhunterz & Wildstylez)        | Scantraxx Reloaded  | 2008 |
| The Story Unfolds / Raiders Of The Sun                   | Project One (Headhunterz & Wildstylez)        | Scantraxx Reloaded  | 2008 |
| Cold Rockking / Alive!                                   | The Prophet Feat. Wildstylez                  | Scantraxx Silver    | 2008 |
| Revenge / Truth                                          | Wildstylez                                    | Scantraxx           | 2008 |
| Pleasure / LDMF (Wildstylez RMX)                         | Wildstylez                                    | Scantraxx           | 2008 |
| Muzic Or Noize / The Moon                                | Wildstylez                                    | Scantraxx Reloaded  | 2009 |
| Rmxz_001                                                 | Project One (Headhunterz & Wildstylez)        | Scantraxx Reloaded  | 2009 |
| Tonight / Famous                                         | Headhunterz & Wildstylez vs. Noisecontrollers | Scantraxx Reloaded  | 2009 |
| The Phantom Beat / Single Sound                          | Wildstylez                                    | Scantraxx Silver    | 2009 |
| Push That Feeling / K.Y.H.U. (Noisecontrollers RMX)      | Wildstylez                                    | Scantraxx           | 2009 |
| Spin That Shit                                           | Frontliner & Wildstylez                       | Scantraxx Special   | 2009 |
| Atrocious                                                | Alpha² & Wildstylez                           | A² Records          | 2010 |
| In & Out / Revenge (Technoboy RMX) / A Complex Situation | Wildstylez                                    | Scantraxx Reloaded  | 2010 |
| No Time To Waste (Defqon.1 2010 Anthem)                  | Wildstylez                                    | Q-Dance             | 2010 |
| Lost In Music                                            | Wildstylez & Isaac                            | Scantraxx Special   | 2010 |
| Feedback / Delay Distortion                              | Wildstylez                                    | Scantraxx Silver    | 2010 |
| A Different Story                                        | Wildstylez & Noisecontrollers                 | Digital Age         | 2011 |
| Stardust                                                 | Noisecontrollers & Wildstylez                 | Digital Age         | 2011 |
| Huh?                                                     | Wildstylez                                    | Digital Age         | 2011 |
| Back 2 Basics                                            | Wildstylez                                    | Digital Age         | 2011 |
| Lonely                                                   | Wildstylez                                    | Digital Age         | 2012 |
| World Of Madness                                         | Headhunterz, Wildstylez & Noisecontrollers    | Q-Dance             | 2012 |
| Year Of Summer                                           | Wildstylez Feat. Niels Geusebroek             | Q-Dance             | 2012 |
| Leave It All Behind                                      | Wildstylez & Alpha² vs. DV8 Rocks!            | A² Records          | 2012 |
| What It's Like                                           | Wildstylez & Atmozfears                       | Scantraxx           | 2012 |
| Lose My Mind                                             | Brennan Heart & Wildstylez                    | Brennan Heart Music | 2012 |
| Lights Go Out                                            | Wildstylez Feat. Cimo Fränkel                 | Lose Control Music  | 2013 |
| Lose Control                                             | Wildstylez & Max Enforcer Feat. Frankie McCoy | Lose Control Music  | 2013 |
| Timeless E.P.                                            | Wildstylez                                    | Q-Dance             | 2013 |
| Straightforward / Back To History                        | Wildstylez                                    | Lose Control Music  | 2014 |
| Santiago                                                 | Wildstylez                                    | Lose Control Music  | 2015 |